# Samuel Joseph Aquila
Samuel Joseph Aquila (n. Burbank, California, Estados Unidos, 24 de septiembre de 1950) es un religioso católico estadounidense. ordenado sacerdote en 1976. Durante estos años además de ocupar diversos cargos, ha ejercido de Obispo coadjutor y Obispo de Fargo, Administrador diocesano de Sioux Falls, y desde 2012 es Arzobispo Metropolitano de Denver.

## Biografía
Nacido en la ciudad estadounidense de Burbank, el día 24 de septiembre de 1950.
Cuando era joven descubrió su vocación religiosa y eso le llevó a ingresar en el seminario diocesano.
Finalmente fue ordenado sacerdote el 5 de junio de 1976, para la Arquidiócesis de Denver, por el entonces arzobispo metropolitano James Vincent Casey.
Tras varios años ejerciendo su ministerio pastoral, entre 1999 y 2001 fue el Primer Rector del "Saint John Vianney Theological Seminary" y CEO del "Our Lady of New Advent Theological Institute".
Al mismo tiempo en el 2000, el Papa Juan Pablo II le otorgó el título honorífico de Prelado de Honor de Su Santidad.
Ya el 12 de junio de 2001 fue nombrado como Obispo coadjutor de la Diócesis de Fargo.
Recibió la consagración episcopal el 24 de agosto a manos del Arzobispo Emérito de Saint Paul y Minneapolis Harry Joseph Flynn y de sus co-consagrantes: el entonces Obispo de Fargo James Stephen Sullivan(†) y el entonces Arzobispo de Denver Charles Joseph Chaput, OFM Cap.
Posteriormente fue promovido el 18 de marzo de 2002 como Obispo de Fargo, para sustituir a James Stephen Sullivan(†) que renunció por motivos de salud.
Al mismo tiempo, de 2005 a 2006 sirvió como Administrador diocesano de la Diócesis de Sioux Falls en Dakota del Sur, hasta la consagración de Paul Joseph Swain como obispo de esta sede.
Actualmente tras ser nombrado por el Papa Benedicto XVI el 29 de mayo de 2012, es el nuevo Arzobispo Metropolitano de Denver. Tomó posesión oficial el día 18 de julio, durante una ceremonia que tuvo lugar en la Catedral Basílica de la Inmaculada Concepción de Denver. En este cargo sustituye a Charles Joseph Chaput que fue promovido como Arzobispo de Filadelfia.